# XXII Premis Goya
La XXIIa edició dels Premis Goya (oficialment en castellà: Premios Anuales de la Academia "Goya") va tenir lloc al Palau de Congressos de la ciutat de Madrid (Espanya) el 3 de febrer de 2008 i fa referència a aquelles produccions realitzades el 2007. Prèviament el 17 de desembre s'havien donat a conèixer a Madrid les candidatures als premis.
La presentació de la gala va anar a càrrec de l'actor i director José Corbacho.
La gran guanyadora de la nit, i contra tot pronòstic, fou la producció La soledad de Jaime Rosales, que aconseguí guanyar els 3 premis als quals aspirava, millor pel·lícula, director i actor revelació. La pel·lícula més nominada de la nit foren El orfanato de Juan Antonio Bayona i Las 13 rosas d'Emilio Martínez Lázaro amb 14 candidatures, la primera d'elles aconseguí 7 premis (tots ells tècnics) i la segona 4 premis, entre ells millor actor secundari. Siete mesas de billar francés de Gracia Querejeta aconseguí 10 nominacions, i es feu amb 2 premis per les seves actrius.

## Nominats i guanyadors
| Millor pel·lícula | Millor director |
| --- | --- |
| - La soledad - El orfanato - Siete mesas de billar francés - Las 13 rosas | - Jaime Rosales per La soledad - Icíar Bollaín per Mataharis - Emilio Martínez Lázaro per Las 13 rosas - Gracia Querejeta per Siete mesas de billar francés |
| Millor actor | Millor actriu |
| - Alberto San Juan per Bajo las estrellas - Álvaro de Luna per El prado de las estrellas - Alfredo Landa per Luz de domingo - Tristán Ulloa per Mataharis | - Maribel Verdú per Siete mesas de billar francés - Emma Suárez per Bajo las estrellas - Belén Rueda per El orfanato - Blanca Portillo per Siete mesas de billar francés |
| Millor actor secundari | Millor actriu secundària |
| - José Manuel Cervino per Las 13 rosas - Raúl Arévalo per Siete mesas de billar francés - Carlos Larrañaga per Luz de domingo - Emilio Gutiérrez Caba per La torre de Suso - Julián Villagrán per Bajo las estrellas                                                                   | - Amparo Baró per Siete mesas de billar francés - Geraldine Chaplin per El orfanato - Nuria González per Mataharis - María Vázquez per Mataharis |
| Millor guió original | Millor guió adaptat |
| - Sergio G. Sánchez per El orfanato - Ignacio Martínez de Pisón per Las 13 rosas - Icíar Bollaín i Tatiana Rodríguez per Mataharis - Gonzalo Suárez per Oviedo Express - Gracia Querejeta i David Planell per Siete mesas de billar francés                                            | - Félix Viscarret per Bajo las estrellas - Ventura Pons per Barcelona (un mapa) - Imanol Uribe per La carta esférica - Laura Santullo per La zona - Tristán Ulloa per Pudor |
| Millor director novell | Millor direcció de producció |
| - Juan Antonio Bayona per El orfanato - Félix Viscarret per Bajo las estrellas - Tom Fernández per La torre de Suso - Tristán Ulloa i David Ulloa per Pudor | - Sandra Hermida Muñiz per El orfanato - Juan Carmona i Salvador Gómez per Luz de domingo - Martín Cabañas per Las 13 rosas - Teresa Cepeda per Oviedo Express |
| Millor actor revelació | Millor actriu revelació |
| - José Luis Torrijo per La soledad - Óscar Abad per El prado de las estrellas - Gonzalo de Castro per La torre de Suso - Roger Príncep per El orfanato | - Manuela Velasco per REC - Gala Évora per Lola, la película - Bárbara Goenaga per Oviedo Express - Nadia de Santiago per Las 13 rosas |
| Millor pel·lícula hispanoamericana | Millor pel·lícula europea |
| - XXY de Lucía Puenzo ( Argentina) - La edad de la peseta de Pavel Giroud ( Cuba) - Papallona negra de Francisco José Lombardi ( Perú) - Padre nuestro de Rodrigo Sepúlveda ( Xile) | - No es concedí |
| Millor fotografia | Millor muntatge |
| - José Luis Alcaine per Las 13 rosas - Álvaro Gutiérrez per Bajo las estrellas - Ángel Iguácel per Siete mesas de billar francés - Carlos Suárez Morilla per Oviedo Express | - David Gallart per REC - Fernando Pardo per Las 13 rosas - Elena Ruiz per El orfanato - Nacho Ruiz Capillas per Siete mesas de billar francés |
| Millor direcció artística | Millor vestuari |
| - Josep Rosell per El orfanato - Edoy Hidalgo per Las 13 rosas - Gil Parrondo per Luz de domingo - Wolfgang Burmann per Oviedo Express | - Lena Mossum per Las 13 rosas - Sonia Grande per Lola, la película - Lourdes de Orduña per Luz de domingo - María Reyes per El orfanato |
| Millor so | Millor música |
| - Xavi Mas, Marc Orts i Oriol Tarragó per El orfanato - Carlos Bonmati, Alfonso Pino i Carlos Farudo per Las 13 rosas - Licio Marcos de Oliveira, Carlos Fesser i David Calleja per Sempre teva - Iván Marín, José Antonio Bermúdez i Leopoldo Aledo per Siete mesas de billar francés | - Roque Baños per Las 13 rosas - Mikel Salas per Bajo las estrellas - Fernando Velázquez per El orfanato - Carles Cases per Oviedo Express |
| Millor maquillatge | Millors efectes especials |
| - Lola López i Itziar Arrieta per El orfanato - José Quetglas i Blanca Sánchez per El cor de la terra - Mariló Osuna, Almudena Fonseca i José Juez per Las 13 rosas - Lourdes Briones i Fermín Galán per Oviedo Express                                                                | - David Martí, Montse Ribé, Pau Costa, Enric Masip, Lluis Castell i Jordi San Agustín per El orfanato - Reyes Abades i Álex G. Ortoll per El cor de la terra - Pau Costa, Raúl Ramanillos i Carlos Lozano per Las 13 rosas - David Ambid, Enric Masip i Álex Villagrasa per REC   |
| Millor cançó | Millor curtmetratge de ficció |
| - Fernando Pinto do Amaral i Carlos do Carmo per Fados (Fado da saudade) - David Broza i Jorge Drexler per Cándida (La vida secreta de las pequeñas cosas) - Víctor Reyes i Rodrigo Cortés per Concursante (Circus Honey Blues) - Daniel Melingo per El niño de barro (Pequeño paria)  | - Salvador (Historia de un milagro cotidiano) d'Abdelatif Hwidar - El pan nuestro d'Aitor Merino Unzueta - Padam... de José Manuel Carrasco Fuentes - Paseo d'Arturo Ruiz Serrano - Proverbio chino de Javier San Román                                                           |
| Millor pel·lícula d'animació | Millor curtmetratge d'animació |
| - Nocturna, una aventura mágica de Víctor Maldonado i Adrià García - Azur et Asmar de Michel Ocelot - Betizu eta urrezko zintzarria d'Egoitz Rodríguez Olea - Back to Gaya de Lenard Fritz Krawinkel i Holger Tappe                                                                    | - Tadeo Jones y el sótano maldito d'Enrique Gato - Atención al cliente de Marcos Valin i David Alonso - El bufón y la infanta de Juan Ramón Galiñanes García - La flor más grande del mundo de Juan Pablo Etcheverry - Perpetuum mobile de Raquel García-Ajofrin i Enrique García |
| Millor pel·lícula documental | Millor curtmetratge documental |
| - Invisibles de Mariano Barroso, Isabel Coixet, Javier Corcuera, Fernando León de Aranoa i Wim Wenders - Fados de Carlos Saura - Lucio d'Aitor Arregi Galdos i Jose Mari Goenaga Balerdi - El productor de Fernando Méndez-Leite Serrano                                               | - El hombre feliz d'Isabel Lucina Gil Márquez - Carabanchel, un barrio de cine de Juan Carlos Zambrana - El anónimo Caronte de Toni Bestard - Valkirias d'Eduardo Soler |
| Goya d'honor | |
| - Alfredo Landa (actor) | |